# Usholta
Usholta (en georgiano: უშოლთა) es un pueblo de Georgia ubicado en el sureste de la región de Racha-Lechjumi y Baja Esvanetia, siendo parte del municipio de Oni. 

## Geografía
Usholta se encuentra en la ladera sur de la cordillera de Racha, a 23 kilómetros de Oni. 

## Demografía
La evolución demográfica de Usholta entre 2002 y 2014 fue la siguiente:
| 39                                              | 15 |
| (Fuente: Population of Georgia in Soviet times) |    |

Según los datos del censo de 2014, los georgianos suponen el 100% de la población local.